# Keroplatus clausus
Keroplatus clausus är en tvåvingeart som beskrevs av Daniel William Coquillett 1901. Keroplatus clausus ingår i släktet Keroplatus och familjen platthornsmyggor. Inga underarter finns listade i Catalogue of Life.